# ボリス・ボリソヴィチ・ローテンベルク
ボリス・ボリソヴィチ・ローテンベルク（ロシア語: Бори́с Бори́сович Ротенбе́рг, ラテン文字転写: Boris Borisovich Rotenberg, 1986年5月19日 - ）は、ロシア・サンクトペテルブルク出身の元サッカー選手。現役時代のポジションはDF。

## 経歴
父親は、フォーブス誌のロシア長者番付上位100人の2010年度版に推定7億USドルの資産を持つとして名前が挙げられている富豪のボリス・ローテンベルク Sr.である。父の友人には、1960年代に一緒に柔道の指南を受けて以来の旧友であるロシア連邦大統領のウラジーミル・プーチンがいる。伯父には、同じフォーブス誌のロシア長者番付上位100人の99位に名前が挙げられたアルカディ・ローテンベルクもいる。
2008年7月、自身と同じユダヤ系ロシア人であるヤコフ・エールリフと共に、イスラエルのハポエル・ペタフ・チクヴァFCのトライアルを受けてチームに加入している。ユダヤ人はイスラエルでは外国人選手としてカウントされないことから、クラブは2人の獲得に興味を持った。
2016年8月31日、FCディナモ・モスクワからフリートランスファーでFCロコモティフ・モスクワに加入した。
2015年6月、29歳で初めてサッカーフィンランド代表としてナショナルチームからの招集を受けた。

## タイトル
ロコモティフ・モスクワ
- ロシアサッカー・プレミアリーグ : 2017-18
- ロシア・カップ : 2016-17, 2018-19